# Jonny Greenwood
Jonathan Richard Guy "Jonny" Greenwood (n. 5 noiembrie 1971, Oxford) este un muzician și compozitor englez, membru al formației rock Radiohead. Greenwood este un multi-instrumentalist: cântă la chitară, orgă, pian, xilofon, glockenspiel, Ondes Martenot și muzicuță. Este fratele colegului său de trupă Colin Greenwood.
Greenwood este considerat a fi unul dintre cei mai buni chitariști ai tuturor timpurilor.

## Coloane sonore
Greenwood a compus coloanele sonore pentru filmele:
- 2003 – Bodysong
- 2007 – There Will Be Blood
- 2010 – Norwegian Wood
- 2011 – We Need To Talk About Kevin
- 2012 – The Master
- 2014 – Inherent Vice
- 2016 - Comancheria

## Lucrări de concert
- 2004 - smear pentru 2 ondes Martenots și ansamblu de cameră de nouă muzicieni[10]
- 2004 - Piano for Children pentru piano și orchestră[11]
- 2005 - Popcorn Superhet Receiver pentru orchestră de coarde[12]
- 2007 - There Will Be Blood[13]
- 2010 - Doghouse pentru trio și orchestră de coarde[14]
- 2011 - Suite from 'Noruwei no Mori' ('Norwegian Wood') pentru orchestră[15]
- 2011 - 48 Responses to Polymorphia pentru 48 solo strings, all doubling optional pacay bean shakers[16]
- 2012 - Suite from 'There Will Be Blood' pentru orchestră de coarde[17]
- 2014 - Water pentru fluiere, pian upright, orgă de cameră, două tanpura & orchestră de coarde[18]